# Aechmea fernandae
Aechmea fernandae là một loài thực vật có hoa trong họ Bromeliaceae. Loài này được (E.Morren) Baker mô tả khoa học đầu tiên năm 1889.